# Charlot la hotel

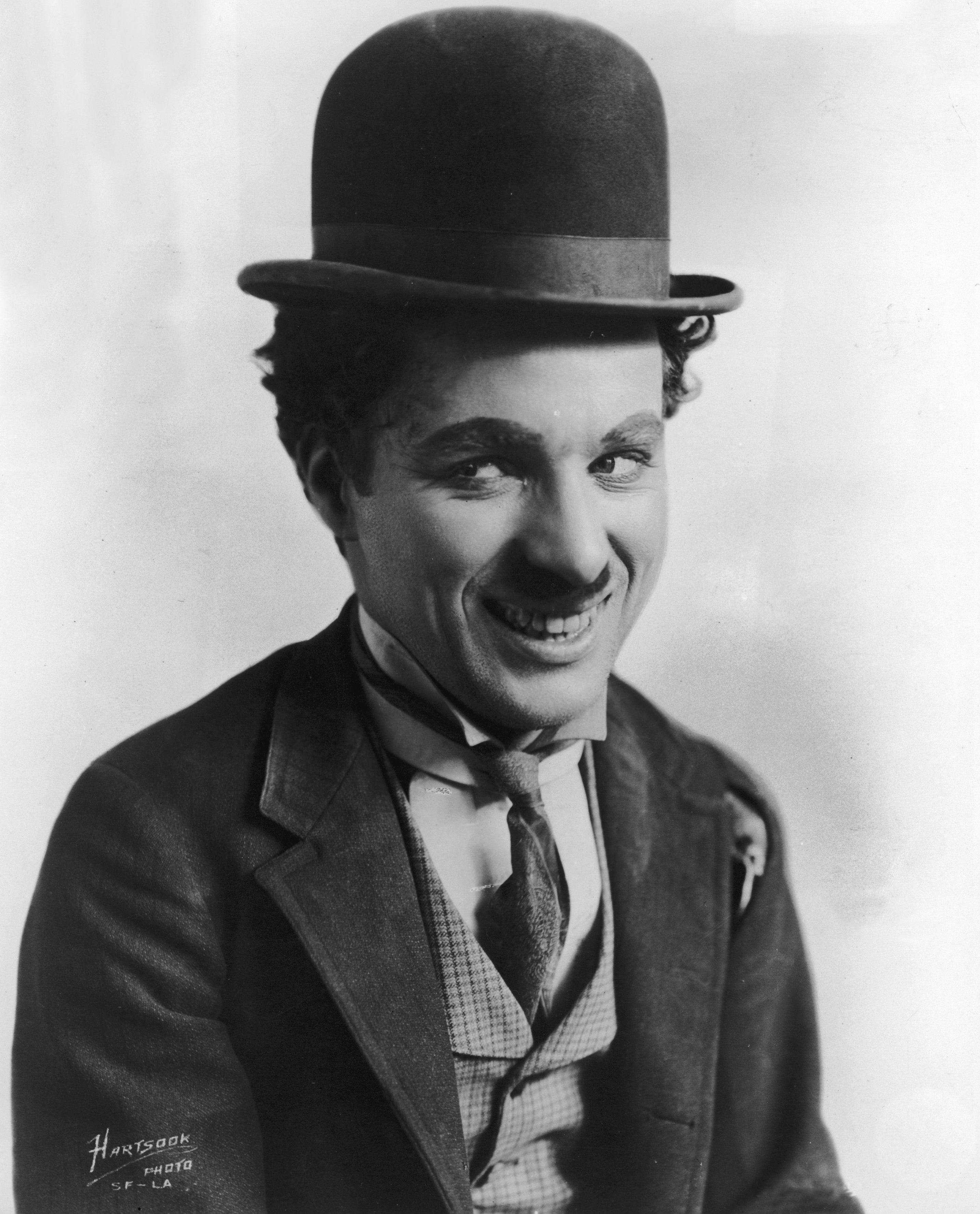
Charles Chaplin ca Micul vagabond

Charlot la hotel (titlu original: Mabel's Strange Predicament) este un film american din 1914 regizat de Mabel Normand, prietena lui Mack Sennett. Este distribuit de Keystone Studios. Rolurile principale au fost interpretate de actorii Mabel Normand, Chester Conklin, Alice Davenport și Charlie Chaplin. Filmul este notabil deoarece este primul în care Chaplin a îmbrăcat costumul micului vagabond.